# 23-тя армія (СРСР)
Двадця́ть тре́тя а́рмія (23 А) — загальновійськова армія у складі Збройних сил СРСР з червня 1941 по травень 1945.

## Командування
- Командувачі:
  - генерал-лейтенант Пшенников П. С. (25 травня — 6 серпня 1941);
  - генерал-лейтенант Герасимов М. Н. (серпень — вересень 1941);
  - генерал-майор, з вересня 1943 — генерал-лейтенант Черепанов А. І. (вересень 1941 — липень 1944);
  - генерал-лейтенант Швецов В. І. (липень 1944 — до кінця війни).